# ألفرد باول
ألفرد باول (19 أغسطس 1908 بهامبستاد في المملكة المتحدة - 21 أبريل 1985 في المملكة المتحدة) (بالإنجليزية: Alfred Powell)‏ هو لاعب كريكت بريطاني (وحمل سابقاً جنسية المملكة المتحدة لبريطانيا العظمى وأيرلندا). لعب مع نادي مقاطعة ميدلسكس للكريكت ‏ وBuckinghamshire County Cricket Club ‏.

## وصلات خارجية
- ألفرد باول على موقع إي آس بي آن كريك إنفو (الإنجليزية)